# Léon Vanderstuyft
Léon Vanderstuyft (né le 5 mai 1890 à Ypres et mort le 26 février 1964 à Paris) est un coureur cycliste belge professionnel de 1911 à 1927 et spécialiste du demi-fond.

## Biographie

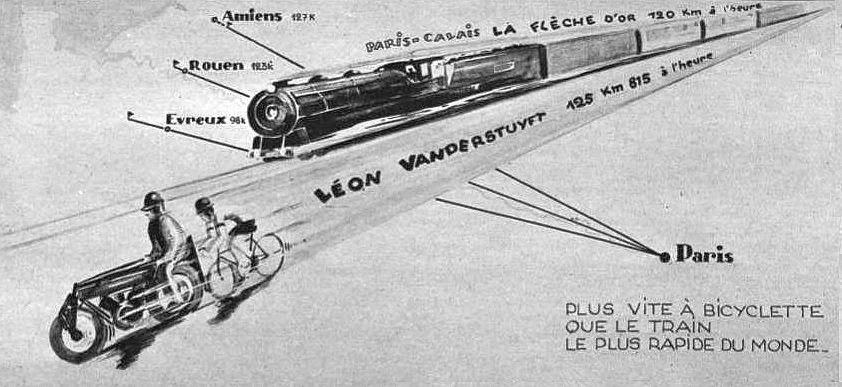
Léon Vanderstuyft recordman de l'heure derrière moto libre, 122,771 kilomètre le 29 septembre 1928 (à Linas-Montlhéry).

Il a notamment remporté le championnat du monde de demi-fond en 1922 et établi trois fois le record de vitesse à bicyclette sur terrain plat et derrière abri en 1924 (107,7 km/h), 1925 (115,098 km/h) et 1928 (122,771 km/h). Exerçant comme entraîneur après sa carrière il mena Joe Bunker lorsqu'il prit la troisième place du championnat du monde de demi-fond en 1954.
Son père Fritz et son frère Arthur furent également cyclistes professionnels.

## Palmarès
- 1908

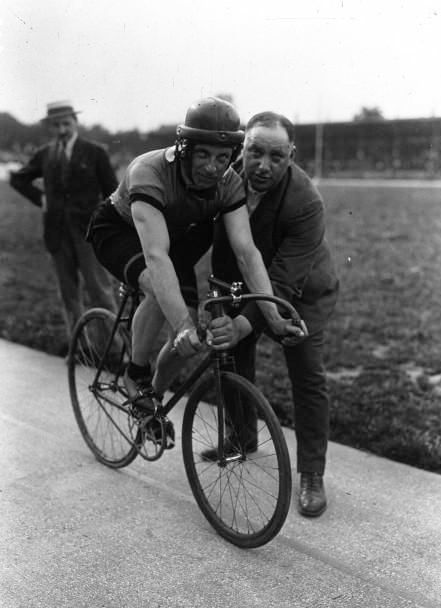
Léon Vanderstuyft champion du monde en 1923 au Grand Prix de Paris (cycliste).

  - 3e du championnat du monde de demi-fond amateur
- 1910
  - 2e du championnat du monde de demi-fond
- 1919
  - 2e du championnat de Belgique de demi-fond
- 1921
  - 2e du championnat de Belgique de demi-fond
  - Grand Prix d’Anvers
- 1922
  -  Champion du monde de demi-fond
  - 2e du championnat de Belgique de demi-fond
  - Grand Prix de Buffalo de demi-fond
  - Grand Prix d’Anvers
- 1923
  - 2e du championnat de Belgique de demi-fond
- 1925
  - 3e du championnat de Belgique de demi-fond
- 1926
  - 2e du championnat de Belgique de demi-fond
- 1927
  - 2e du championnat de Belgique de demi-fond